# FAカップ2016-2017
FAカップ2016-2017は、2016年8月5日から2017年5月27日の期間に開催された、通算136回目のFAカップである。アーセナルが2大会ぶり13回目の優勝を果たした。

## 日程
| 試合   | 組み合わせ抽選会 | 開催日                | 備考                                               |
| ------ | ---------------- | --------------------- | -------------------------------------------------- |
| 予選   |                  | 2016年8月6日-10月15日 | 5部 - 10部参加                                     |
| 1回戦  | 2016年10月17日   | 2016年11月4日-11月7日 | リーグ1 (3部)、リーグ2 (4部)、予選勝者参加         |
| 2回戦  | 2016年11月7日    | 2016年12月2日-12月5日 |                                                    |
| 3回戦  | 2016年12月5日    | 2017年1月6日-1月9日   | プレミアリーグ (1部)、チャンピオンシップ (2部)参加 |
| 4回戦  | 2017年1月9日     | 2017年1月27日-1月29日 |                                                    |
| 5回戦  | 2017年1月30日    | 2017年2月18日-2月20日 |                                                    |
| 6回戦  | 2017年2月19日    | 2017年3月11日-3月13日 |                                                    |
| 準決勝 | 2017年3月13日    | 2017年4月22日-4月23日 |                                                    |
| 決勝   | 2017年3月13日    | 2017年5月27日         |                                                    |

## 予選
イングランドの5部 - 10部の各ディビジョンに所属するクラブが参加。予備予選1回戦、同2回戦、予選1回戦、予選2回戦、予選3回戦、予選4回戦の計6回戦制で、最終の予選4回戦に勝利した32クラブが本戦に参加する権利を得る。
| 5部 13クラブ | 6部 11クラブ | 7部以下 8クラブ |
| - バロー - ボレアム・ウッド - ブレントリー・タウン - ドーバー・アスレティック - ダゲナム・アンド・レッドブリッジ - イーストリー - リンカーン・シティ - マクルズフィールド・タウン - メイドストーン・ユナイテッド - ソーリハル・ムーアズ - サウスポート - サットン・ユナイテッド - ウォキング | - アルフレトン・タウン - アルトリンチャム - ブラックリー・タウン - カーゾン・アッシュトン - ダートフォード - イーストボーン・ボロ - ハリファクス・タウン - キダーミンスター・ハリアーズ - セント・オールバンズ・シティ - ストックポート・カウンティ - ホワイトホーク | 7部 - チェシャム・ユナイテッド - ハーロウ・ボロ - スペニームア・タウン - ストールブリッジ - マーズサム 8部 - スタンフォード - トーントン・タウン 9部 - ウェストフィールド 10部 - 予選勝ち上がりクラブなし |

## 1回戦
組み合わせ抽選会は、2016年10月17日に行われた。このラウンドからは、リーグ1 (3部)の24クラブ、リーグ2 (4部)の24クラブと、予選を勝ち上がった32クラブが参加する。なお、勝ち残っているクラブで最も低いディビジョンのクラブは、9部に所属するウェストフィールド (ミッドランド・フットボールリーグ)である。
| プレミアリーグ (1部) | チャンピオンシップ (2部) | リーグ1 (3部) | リーグ2 (4部) | 予選 (5部以下) | 合計      |
| -------------------- | ------------------------ | ------------- | ------------- | -------------- | --------- |
| 20 / 20              | 24 / 24                  | 24 / 24       | 24 / 24       | 32 / 32        | 124 / 124 |

| チーム #1                            | スコア         | チーム #2                          |
| ------------------------------------ | -------------- | ---------------------------------- |
| 2016年11月4日                        |                |                                    |
| ミルウォール (3)                     | 1 - 0          | サウスエンド・ユナイテッド (3)     |
| イーストリー (5)                     | 1 - 1 (再試合) | スウィンドン・タウン (3)           |
| 2016年11月5日                        |                |                                    |
| マーズサム (7)                       | 0 - 5          | オックスフォード・ユナイテッド (3) |
| ダゲナム・アンド・レッドブリッジ (5) | 0 - 0 (再試合) | ハリファクス・タウン (6)           |
| ヨーヴィル・タウン (4)               | 2 - 2 (再試合) | ソーリハル・ムーアズ (5)           |
| ストックポート・カウンティ (6)       | 2 - 4          | ウォキング (5)                     |
| ダートフォード (6)                   | 3 - 6          | サットン・ユナイテッド (5)         |
| ウォルソール (3)                     | 0 - 1          | マクルズフィールド・タウン (5)     |
| ポート・ヴェイル (3)                 | 1 - 0          | スティヴネイジ (4)                 |
| ノーサンプトン・タウン (3)           | 6 - 0          | ハーロウ・ボロ (7)                 |
| ケンブリッジ・ユナイテッド (4)       | 1 - 1 (再試合) | ドーバー・アスレティック (5)       |
| ウェストフィールド (9)               | 1 - 1 (再試合) | カーゾン・アッシュトン (6)         |
| ミルトン・キーンズ・ドンズ (3)       | 3 - 2          | スペニームア・タウン (7)           |
| ジリンガム (3)                       | 2 - 2 (再試合) | ブラックリー・タウン (6)           |
| ポーツマス (4)                       | 1 - 2          | ウィコム・ワンダラーズ (4)         |
| ベリー (3)                           | 2 - 2 (再試合) | ウィンブルドン (3)                 |
| マンスフィールド・タウン (4)         | 1 - 2          | プリマス・アーガイル (4)           |
| ブレントリー・タウン (5)             | 7 - 0          | イーストボーン・ボロ (6)           |
| ボルトン・ワンダラーズ (3)           | 1 - 0          | グリムズビー・タウン (4)           |
| ブラッドフォード・シティ (3)         | 1 - 2          | アクリントン・スタンリー (4)       |
| オールダム・アスレティック (3)       | 2 - 1          | ドンカスター・ローヴァーズ (4)     |
| シュルーズベリー・タウン (3)         | 3 - 0          | バーネット (4)                     |
| クローリー・タウン (4)               | 1 - 1 (再試合) | ブリストル・ローヴァーズ (3)       |
| ホワイトホーク (6)                   | 1 - 1 (再試合) | ストールブリッジ (7)               |
| コルチェスター・ユナイテッド (4)     | 1 - 2          | チェスターフィールド (3)           |
| リンカーン・シティ (5)               | 2 - 1          | アルトリンチャム (6)               |
| エクセター・シティ (4)               | 1 - 3          | ルートン・タウン (4)               |
| チャールトン・アスレティック (3)     | 3 - 1          | スカンソープ・ユナイテッド (3)     |
| チェルトナム・タウン (4)             | 1 - 1 (再試合) | クルー・アレクサンドラ (4)         |
| ピーターバラ・ユナイテッド (3)       | 2 - 1          | チェシャム・ユナイテッド (7)       |
| 2016年11月6日                        |                |                                    |
| トーントン・タウン (8)               | 2 - 2 (再試合) | バロー (5)                         |
| シェフィールド・ユナイテッド (3)     | 6 - 0          | レイトン・オリエント (4)           |
| アルフレトン・タウン (6)             | 1 - 1 (再試合) | ニューポート・カウンティ (4)       |
| メイドストーン・ユナイテッド (5)     | 1 - 1 (再試合) | ロッチデール (3)                   |
| セント・オールバンズ・シティ (6)     | 3 - 5          | カーライル・ユナイテッド (4)       |
| ボレアム・ウッド (5)                 | 2 - 2 (再試合) | ノッツ・カウンティ (4)             |
| ハートリプール・ユナイテッド (4)     | 3 - 0          | スタンフォード (8)                 |
| モアカム (4)                         | 1 - 1 (再試合) | コヴェントリー・シティ (3)         |
| ブラックプール (4)                   | 2 - 0          | キダーミンスター・ハリアーズ (6)   |
| 2016年11月7日                        |                |                                    |
| サウスポート (5)                     | 1 - 1 (再試合) | フリートウッド・タウン (3)         |

### 再試合
| チーム #1                    | スコア        | チーム #2                            |
| ---------------------------- | ------------- | ------------------------------------ |
| 2016年11月14日               |               |                                      |
| カーゾン・アッシュトン (6)   | 3 - 1         | ウェストフィールド (9)               |
| ストールブリッジ (7)         | 3 - 0         | ホワイトホーク (6)                   |
| 2016年11月15日               |               |                                      |
| スウィンドン・タウン (3)     | 1 - 3         | イーストリー (5)                     |
| ハリファクス・タウン (6)     | 2 - 1         | ダゲナム・アンド・レッドブリッジ (5) |
| ソーリハル・ムーアズ (5)     | 1 - 1 (4-2 p) | ヨーヴィル・タウン (4)               |
| AFCウィンブルドン (3)        | 5 - 0         | ベリー (3)                           |
| ブリストル・ローヴァーズ (3) | 4 - 2 (延長)  | クローリー・タウン (4)               |
| クルー・アレクサンドラ (4)   | 1 - 4         | チェルトナム・タウン (4)             |
| バロー (5)                   | 2 - 1         | トーントン・タウン (8)               |
| ニューポート・カウンティ (4) | 4 - 1 (延長)  | アルフレトン・タウン (6)             |
| ロッチデール (3)             | 2 - 0         | メイドストーン・ユナイテッド (5)     |
| ノッツ・カウンティ (4)       | 2 - 0         | ボレアム・ウッド (5)                 |
| フリートウッド・タウン (3)   | 4 - 1 (延長)  | サウスポート (5)                     |
| 2016年11月16日               |               |                                      |
| ブラックリー・タウン (6)     | 4 - 3 (延長)  | ジリンガム (3)                       |
| 2016年11月17日               |               |                                      |
| ドーバー・アスレティック (5) | 2 - 4 (延長)  | ケンブリッジ・ユナイテッド (4)       |

## 2回戦
組み合わせ抽選会は、2016年11月7日に行われた。2回戦では、1回戦に勝利した40クラブが参加する。勝ち残っているクラブで最も低いディビジョンのクラブは、7部に所属するストールブリッジ (ノーザンプレミアリーグ・プレミアディヴィジョン)である。
| プレミアリーグ (1部) | チャンピオンシップ (2部) | リーグ1 (3部) | リーグ2 (4部) | 予選 (5部以下) | 合計     |
| -------------------- | ------------------------ | ------------- | ------------- | -------------- | -------- |
| 20 / 20              | 24 / 24                  | 18 / 24       | 11 / 24       | 11 / 32        | 84 / 124 |

| チーム #1                        | スコア         | チーム #2                          |
| -------------------------------- | -------------- | ---------------------------------- |
| 2016年12月2日                    |                |                                    |
| マクルズフィールド・タウン (5)   | 0 - 0 (再試合) | オックスフォード・ユナイテッド (3) |
| 2016年12月3日                    |                |                                    |
| チェスターフィールド (3)         | 0 - 5          | ウィコム・ワンダラーズ (4)         |
| ブラックプール (4)               | 1 - 0          | ブラックリー・タウン (6)           |
| ルートン・タウン (4)             | 6 - 2          | ソーリハル・ムーアズ (5)           |
| サットン・ユナイテッド (5)       | 2 - 1          | チェルトナム・タウン (4)           |
| シュルーズベリー・タウン (3)     | 0 - 0 (再試合) | フリートウッド・タウン (3)         |
| チャールトン・アスレティック (3) | 0 - 0 (再試合) | ミルトン・キーンズ・ドンズ (3)     |
| プリマス・アーガイル (4)         | 0 - 0 (再試合) | ニューポート・カウンティ (4)       |
| カーライル・ユナイテッド (4)     | 0 - 2          | ロッチデール (3)                   |
| 2016年12月4日                    |                |                                    |
| カーゾン・アッシュトン (6)       | 3 - 4          | AFCウィンブルドン (3)              |
| ミルウォール (3)                 | 5 - 2          | ブレントリー・タウン (5)           |
| ボルトン・ワンダラーズ (3)       | 3 - 2          | シェフィールド・ユナイテッド (3)   |
| ノッツ・カウンティ (4)           | 2 - 2 (再試合) | ピーターバラ・ユナイテッド (3)     |
| ケンブリッジ・ユナイテッド (4)   | 4 - 0          | コヴェントリー・シティ (3)         |
| ブリストル・ローヴァーズ (3)     | 1 - 2          | バロー (5)                         |
| ウォキング (4)                   | 0 - 3          | アクリントン・スタンリー (4)       |
| イーストリー (5)                 | 3 - 3 (再試合) | ハリファクス・タウン (6)           |
| ポート・ヴェイル (3)             | 4 - 0          | ハートリプール・ユナイテッド (4)   |
| 2016年12月5日                    |                |                                    |
| リンカーン・シティ (5)           | 3 - 2          | オールダム・アスレティック (3)     |
| 2016年12月13日                   |                |                                    |
| ストールブリッジ (7)             | 1 - 0          | ノーサンプトン・タウン (3)         |

### 再試合
| チーム #1                          | スコア       | チーム #2                        |
| ---------------------------------- | ------------ | -------------------------------- |
| 2016年12月13日                     |              |                                  |
| オックスフォード・ユナイテッド (3) | 3 - 0        | マクルズフィールド・タウン (5)   |
| フリートウッド・タウン (3)         | 3 - 2        | シュルーズベリー・タウン (3)     |
| ミルトン・キーンズ・ドンズ (3)     | 3 - 1 (延長) | チャールトン・アスレティック (3) |
| ハリファクス・タウン (6)           | 0 - 2        | イーストリー (5)                 |
| 2016年12月20日                     |              |                                  |
| ピーターバラ・ユナイテッド (3)     | 2 - 0        | ノッツ・カウンティ (4)           |
| 2016年12月21日                     |              |                                  |
| ニューポート・カウンティ (4)       | 0 - 1 (延長) | プリマス・アーガイル (4)         |

## 3回戦
組み合わせ抽選会は、2016年12月5日に行われた。このラウンドから、プレミアリーグ (1部)の20クラブ、チャンピオンシップ (2部)の24クラブが参加する。なお、勝ち残っているクラブで最も低いディビジョンのクラブは、7部に所属するストールブリッジ (ノーザンプレミアリーグ・プレミアディヴィジョン)である。
| 2017年1月6日 | ウェストハム・ユナイテッド (1) | 0 - 5    | マンチェスター・シティ (1)                                                                        | ロンドン                                                                   |  |
| 19:55        |                                | レポート | トゥーレ 33分 (pen.) · ノルトヴェイト 41分 (o.g.) · シルバ 43分 · アグエロ 50分 · ストーンズ 84分 | 競技場: オリンピック・スタジアム 観客数: 56,975人 主審: マイケル・オリバー |  |

| 2017年1月7日 | マンチェスター・ユナイテッド (1)                             | 4 - 0    | レディング (2) | マンチェスター                                                             |  |
| 12:30        | ルーニー 7分 · マルシャル 15分 · ラッシュフォード 75分, 79分 | レポート |                | 競技場: オールド・トラッフォード 観客数: 74,396人 主審: アンドレ・マリナー |  |

| 2017年1月7日 | イプスウィッチ・タウン (2) | 2 - 2 (再試合) | リンカーン・シティ (5) | イプスウィッチ                                                     |  |
| 15:00        | ローレンス 12分, 86分      | レポート       | ロビンソン 7分, 65分   | 競技場: ポートマン・ロード 観客数: 16,027人 主審: リー・プロバート |  |

| 2017年1月7日 | バロー (5) | 0 - 2    | ロッチデール (3)        | バロー＝イン＝ファーネス                                                |  |
| 15:00        |            | レポート | ヘンダーソン 17分, 62分 | 競技場: ホーカー・ストリート 観客数: 4,414人 主審: デイビット・ウェッブ |  |

| 2017年1月7日 | ハル・シティ (1)                    | 2 - 0    | スウォンジー・シティ (1) | キングストン・アポン・ハル                                        |  |
| 15:00        | エルナンデス 78分 · タイモン 90+3分 | レポート |                          | 競技場: KCOMスタジアム 観客数: 6,608人 主審: アンソニー・テイラー |  |

| 2017年1月7日 | サンダーランド (1) | 0 - 0 (再試合) | バーンリー (1) | サンダーランド                                                                     |  |
| 15:00        |                    | レポート       |                | 競技場: スタジアム・オブ・ライト 観客数: 17,632人 主審: スチュアート・アットウェル |  |

| 2017年1月7日 | クイーンズ・パーク・レンジャーズ (2) | 1 - 2    | ブラックバーン・ローヴァーズ (2)    | ロンドン                                                          |  |
| 15:00        | ビッドウェル 61分 (pen.)             | レポート | リンチ 8分 (o.g.) · フィーニー 58分 | 競技場: ロフタス・ロード 観客数: 7,482人 主審: サイモン・フーパー |  |

| 2017年1月7日 | ミルウォール (3)                                      | 3 - 0    | ボーンマス (1) | ロンドン                                                      |  |
| 15:00        | モリソン 26分 · カミングス 49分 · ファーガソン 90+3分 | レポート |                | 競技場: ザ・デン 観客数: 9,471人 主審: アンドリュー・マドリー |  |

| 2017年1月7日 | ブライトン・アンド・ホーヴ・アルビオン (2) | 2 - 0    | ミルトン・キーンズ・ドンズ (3) | ブライトン・アンド・ホヴ                                                       |  |
| 15:00        | カヤル 9分 · ヘメド 72分                   | レポート |                                | 競技場: ファルマー・スタジアム 観客数: 11,091人 主審: ジェームス・ライニントン |  |

| 2017年1月7日 | ブラックプール (4) | 0 - 0 (再試合) | バーンズリー (2) | ブラックプール                                                                |  |
| 15:00        |                    | レポート       |                  | 競技場: ブルームフィールド・ロード 観客数: 4,875人 主審: クリス・サージンソン |  |

| 2017年1月7日 | ウィガン・アスレティック (2)          | 2 - 0    | ノッティンガム・フォレスト (2) | ウィガン                                                              |  |
| 15:00        | グリッグ 45+2分 · ヴィルスフート 57分 | レポート |                                | 競技場: DWスタジアム 観客数: 5,163人 主審: オリヴァー・ラングフォード |  |

| 2017年1月7日 | バーミンガム・シティ (2) | 1 - 1 (再試合) | ニューカッスル・ユナイテッド (2) | バーミンガム                                                                           |  |
| 15:00        | ユトキエヴィッツ 42分    | レポート       | マーフィー 5分                   | 競技場: セント・アンドルーズ・スタジアム 観客数: 13,171人 主審: ニール・スワーブリック |  |

| 2017年1月7日 | ウェスト・ブロムウィッチ・アルビオン (1) | 1 - 2    | ダービー・カウンティ (2)  | ウェスト・ブロムウィッチ                                       |  |
| 15:00        | フィリップス 35分                        | レポート | ベント 51分 · インス 54分 | 競技場: ザ・ホーソンズ 観客数: 25,288人 主審: ジョナサン・モス |  |

| 2017年1月7日 | エヴァートン (1) | 1 - 2    | レスター・シティ (1) | リヴァプール                                                               |  |
| 15:00        | ルカク 63分      | レポート | ムサ 66分, 71分      | 競技場: グディソン・パーク 観客数: 35,493人 主審: マーティン・アトキンソン |  |

| 2017年1月7日 | ウィコム・ワンダラーズ (4)        | 2 - 1    | ストールブリッジ (7) | ハイ・ウィカム                                                      |  |
| 15:00        | ウッド 47分 · アキンフェンワ 83分 | レポート | スカー 70分          | 競技場: アダムス・パーク 観客数: 6,312人 主審: ダレン・イングランド |  |

| 2017年1月7日 | ワトフォード (1)                | 2 - 0    | バートン・アルビオン (2) | ワトフォード                                                       |  |
| 15:00        | カバセレ 21分 · シンクレア 77分 | レポート |                          | 競技場: ヴィカレッジ・ロード 観客数: 13,270人 主審: リー・メイソン |  |

| 2017年1月7日 | ストーク・シティ (1) | 0 - 2    | ウルヴァーハンプトン・ワンダラーズ (2) | ストーク＝オン＝トレント                                           |  |
| 15:00        |                      | レポート | コスタ 29分 · ドハーティ 80分          | 競技場: Bet365スタジアム 観客数: 21,479人 主審: マイク・ジョーンズ |  |

| 2017年1月7日 | ブリストル・シティ (2) | 0 - 0 (再試合) | フリートウッド・タウン (3) | ブリストル                                                                             |  |
| 15:00        |                        | レポート       |                            | 競技場: アシュトン・ゲート・スタジアム 観客数: 10,301人 主審: スティーヴン・マーティン |  |

| 2017年1月7日 | ハダースフィールド・タウン (2)                | 4 - 0    | ポート・ヴェイル (3) | ハダースフィールド                                                                 |  |
| 15:00        | ペイン 28分, 84分 · パーマー 73分 · バン 80分 | レポート |                      | 競技場: ジョン・スミスズ・スタジアム 観客数: 11,715人 主審: ジェフ・エルトリンガム |  |

| 2017年1月7日 | ブレントフォード (2)                                                        | 5 - 1    | イーストリー (5) | ロンドン                                                            |  |
| 15:00        | バルベ 9分 (pen.) · フィールド 17分, 38分 · ヴィベ 23分 · ソーヤーズ 45+2分 | レポート | オビレイェ 29分  | 競技場: グリフィン・パーク 観客数: 7,537人 主審: ピーター・バンクス |  |

| 2017年1月7日 | ボルトン・ワンダラーズ (3) | 0 - 0 (再試合) | クリスタル・パレス (1) | ボルトン                                                               |  |
| 15:00        |                            | レポート       |                        | 競技場: マクロン・スタジアム 観客数: 11,683人 主審: ロジャー・イースト |  |

| 2017年1月7日 | ノリッジ・シティ (2)                       | 2 - 2 (再試合) | サウサンプトン (1)                  | ノリッジ                                                         |  |
| 15:00        | ウィテカー 52分 (pen.) · ネイスミス 90+2分 | レポート       | ファン・ダイク 38分 · 吉田麻也 67分 | 競技場: キャロウ・ロード 観客数: 12,479人 主審: クリス・カバナー |  |

| 2017年1月7日 | サットン・ユナイテッド (5) | 0 - 0 (再試合) | AFCウィンブルドン (3) | ロンドン                                                                    |  |
| 15:00        |                            | レポート       |                       | 競技場: ガンダー・グリーン・レーン 観客数: 5,013人 主審: キース・ストラウド |  |

| 2017年1月7日 | アクリントン・スタンリー (4)        | 2 - 1    | ルートン・タウン (4) | アクリントン                                                          |  |
| 15:00        | マコンビル 45+2分 · ベックレス 57分 | レポート | グレー 54分          | 競技場: クラウン・グラウンド 観客数: 1,717人 主審: ダレン・デッドマン |  |

| 2017年1月7日 | ロザラム・ユナイテッド (2)      | 2 - 3    | オックスフォード・ユナイテッド (3)                | ロザラム                                                                |  |
| 15:00        | ウォード 51分 · アデイエミ 90分 | レポート | テイラー 41分 · エドワーズ 80分 · ヘミングス 88分 | 競技場: ニュー・ヨーク・スタジアム 観客数: 5,618人 主審: ダレン・ボンド |  |

| 2017年1月7日 | プレストン・ノース・エンド (2) | 1 - 2    | アーセナル (1)              | プレストン                                                     |  |
| 17:30        | ロビンソン 7分                 | レポート | ラムジー 46分 · ジルー 89分 | 競技場: ディープデイル 観客数: 22,185人 主審: ボビー・マドリー |  |

| 2017年1月8日 | カーディフ・シティ (2) | 1 - 2    | フラム (2)                        | カーディフ                                                                        |  |
| 11:30        | ピルキントン 8分       | レポート | ヨハンセン 14分 · セセニョン 33分 | 競技場: カーディフ・シティ・スタジアム 観客数: 5,199人 主審: アンディ・ウールマー |  |

| 2017年1月8日 | リヴァプール (1) | 0 - 0 (再試合) | プリマス・アーガイル (4) | リヴァプール                                                     |  |
| 13:30        |                  | レポート       |                          | 競技場: アンフィールド 観客数: 52,692人 主審: ポール・ティアニー |  |

| 2017年1月8日 | チェルシー (1)                                        | 4 - 1    | ピーターバラ・ユナイテッド (3) | ロンドン                                                                 |  |
| 15:00        | ペドロ 18分, 75分 · バチュアイ 43分 · ウィリアン 52分 | レポート | ニコルズ 70分                  | 競技場: スタンフォード・ブリッジ 観客数: 41,003人 主審: ケビン・フレンド |  |

| 2017年1月8日 | ミドルズブラ (1)                                      | 3 - 0    | シェフィールド・ウェンズデイ (2) | ミドルズブラ                                                                   |  |
| 15:00        | レッドビター 58分 · ネグレド 67分 · デ・ローン 90+1分 | レポート |                                  | 競技場: リヴァーサイド・スタジアム 観客数: 23,661人 主審: デイヴィッド・クート |  |

| 2017年1月8日 | トッテナム・ホットスパー (1)          | 2 - 0    | アストン・ヴィラ (2) | ロンドン                                                                 |  |
| 16:00        | デイヴィス 71分 · ソン・フンミン 80分 | レポート |                      | 競技場: ホワイト・ハート・レーン 観客数: 31,182人 主審: マイク・ディーン |  |

| 2017年1月9日 | ケンブリッジ・ユナイテッド (4) | 1 - 2    | リーズ・ユナイテッド (2)    | ケンブリッジ                                                        |  |
| 19:45        | イクピーズ 25分                | レポート | ダラス 56分 · モワット 63分 | 競技場: アビイ・スタジアム 観客数: 7,973人 主審: クレイグ・ポーソン |  |

### 再試合
| 2017年1月17日 | バーンリー (1)                | 2 - 0    | サンダーランド (1) | バーンリー                                                       |  |
| 19:45         | ヴォークス 44分 · グレー 83分 | レポート |                    | 競技場: ターフ・ムーア 観客数: 12,257人 主審: マイク・ジョーンズ |  |

| 2017年1月17日 | バーンズリー (2)  | 1 - 2 (延長) | ブラックプール (4)                       | バーンズリー                                                              |  |
| 19:45         | マクドナルド 49分 | レポート     | メラー 30分 · オサイ＝サミュエル 120+1分 | 競技場: オークウェル・スタジアム 観客数: 5,558人 主審: ロジャー・イースト |  |

| 2017年1月17日 | フリートウッド・タウン (3) | 0 - 1    | ブリストル・シティ (2) | フリートウッド                                                        |  |
| 19:45         |                            | レポート | パターソン 17分        | 競技場: ハイベリー・スタジアム 観客数: 2,115人 主審: カール・ボイソン |  |

| 2017年1月17日 | AFCウィンブルドン (3) | 1 - 3    | サットン・ユナイテッド (5)                          | ロンドン                                                          |  |
| 19:45         | エリオット 10分       | レポート | ディーコン 75分 · ビアム 90分 · フィチェット 90+6分 | 競技場: キングスメドウ 観客数: 4,768人 主審: クリス・サージンソン |  |

| 2017年1月17日 | クリスタル・パレス (1) | 2 - 1    | ボルトン・ワンダラーズ (3) | ロンドン                                                                      |  |
| 20:00         | C・ベンテケ 68分, 77分 | レポート | ヘンリー 48分              | 競技場: セルハースト・パーク 観客数: 7,149人 主審: スチュアート・アットウェル |  |

| 2017年1月17日 | リンカーン・シティ (5) | 1 - 0    | イプスウィッチ・タウン (2) | リンカン                                                    |  |
| 20:05         | アーノルド 90+1分      | レポート |                            | 競技場: センシル・バンク 観客数: 9,054人 主審: ベン・トナー |  |

| 2017年1月18日 | ニューカッスル・ユナイテッド (2)            | 3 - 1    | バーミンガム・シティ (2) | ニューカッスル・アポン・タイン                                             |  |
| 19:45         | リッチー 9分 (pen.), 90+2分 · グフラン 34分 | レポート | コッテリル 71分          | 競技場: セント・ジェームズ・パーク 観客数: 34,896人 主審: リー・プロバート |  |

| 2017年1月18日 | プリマス・アーガイル (4) | 0 - 1    | リヴァプール (1) | プリマス                                                         |  |
| 19:45         |                          | レポート | ルーカス 18分    | 競技場: ホーム・パーク 観客数: 17,048人 主審: グラハム・スコット |  |

| 2017年1月18日 | サウサンプトン (1) | 1 - 0    | ノリッジ・シティ (2) | サウサンプトン                                                               |  |
| 19:45         | ロング 90+2分      | レポート |                      | 競技場: セント・メリーズ・スタジアム 観客数: 13,517人 主審: ジョナサン・モス |  |

## 4回戦
組み合わせ抽選会は、2017年1月9日に行われた。勝ち残っているクラブで最も低いディビジョンのクラブは、5部に所属するリンカーン・シティとサットン・ユナイテッド (カンファレンス・ナショナル)である。
| 2017年1月27日 | ダービー・カウンティ (2)      | 2 - 2 (再試合) | レスター・シティ (1)              | ダービー                                                                             |  |
| 19:55         | ベント 21分 · ブライソン 40分 | レポート       | ベント 8分 (o.g.) · モーガン 86分 | 競技場: プライド・パーク・スタジアム 観客数: 25,079人 主審: マーク・クラッテンバーグ |  |

| 2017年1月28日 | リヴァプール (1) | 1 - 2    | ウルヴァーハンプトン・ワンダラーズ (2) | リヴァプール                                                     |  |
| 12:30         | オリジ 86分      | レポート | ステアマン 1分 · ヴァイマン 41分       | 競技場: アンフィールド 観客数: 52,469人 主審: クレイグ・ポーソン |  |

| 2017年1月28日 | トッテナム・ホットスパー (1)                                   | 4 - 3    | ウィコム・ワンダラーズ (4)                 | ロンドン                                                                   |  |
| 15:00         | ソン・フンミン 60分, 90+7分 · ヤンセン 64分 (pen.) · アリ 89分 | レポート | ヘイズ 23分, 36分 (pen.) · トンプソン 83分 | 競技場: ホワイト・ハート・レーン 観客数: 31,440人 主審: ロジャー・イースト |  |

| 2017年1月28日 | オックスフォード・ユナイテッド (3)                  | 3 - 0    | ニューカッスル・ユナイテッド (2) | オックスフォード                                                         |  |
| 15:00         | ヘミングス 46分 · ネルソン 79分 · マルティネス 87分 | レポート |                                  | 競技場: カッサム・スタジアム 観客数: 11,810人 主審: デイヴィッド・クート |  |

| 2017年1月28日 | リンカーン・シティ (5)                                    | 3 - 1    | ブライトン・アンド・ホーヴ・アルビオン (2) | リンカン                                                              |  |
| 15:00         | パワー 57分 (pen.) · トモリ 62分 (o.g.) · ロビンソン 85分 | レポート | トーウェル 24分                            | 競技場: センシル・バンク 観客数: 9,469人 主審: アンドリュー・マドリー |  |

| 2017年1月28日 | チェルシー (1)                                                                 | 4 - 0    | ブレントフォード (2) | ロンドン                                                                   |  |
| 15:00         | ウィリアン 14分 · ペドロ 21分 · イヴァノヴィッチ 69分 · バチュアイ 81分 (pen.) | レポート |                      | 競技場: スタンフォード・ブリッジ 観客数: 41,042人 主審: マイケル・オリバー |  |

| 2017年1月28日 | ロッチデール (3) | 0 - 4    | ハダースフィールド・タウン (2)                               | ロッチデール                                                                      |  |
| 15:00         |                  | レポート | クヴァナー 42分 · ブラウン 66分 (pen.) · ヘフェレ 72分, 84分 | 競技場: スポットランド・スタジアム 観客数: 7,431人 主審: オリバー・ラングフォード |  |

| 2017年1月28日 | バーンリー (1)                  | 2 - 0    | ブリストル・シティ (2) | バーンリー                                                       |  |
| 15:00         | ヴォークス 45分 · ドフール 68分 | レポート |                        | 競技場: ターフ・ムーア 観客数: 14,921人 主審: アンドレ・マリナー |  |

| 2017年1月28日 | ブラックバーン・ローヴァーズ (2) | 2 - 0    | ブラックプール (4) | ブラックバーン                                                      |  |
| 15:00         | ギャラガー 9分 · ベネット 22分   | レポート |                    | 競技場: イーウッド・パーク 観客数: 9,327人 主審: ピーター・バンクス |  |

| 2017年1月28日 | ミドルズブラ (1) | 1 - 0    | アクリントン・スタンリー (4) | ミドルズブラ                                                                   |  |
| 15:00         | ダウニング 69分  | レポート |                              | 競技場: リヴァーサイド・スタジアム 観客数: 24,040人 主審: アンソニー・テイラー |  |

| 2017年1月28日 | クリスタル・パレス (1) | 0 - 3    | マンチェスター・シティ (1)                      | ロンドン                                                               |  |
| 15:00         |                        | レポート | スターリング 43分 · サネ 71分 · トゥーレ 90+3分 | 競技場: セルハースト・パーク 観客数: 13,979人 主審: マイク・ジョーンズ |  |

| 2017年1月28日 | サウサンプトン (1) | 0 - 5    | アーセナル (1)                                          | サウサンプトン                                                               |  |
| 17:30         |                    | レポート | ウェルベック 15分, 22分 · ウォルコット 35分, 69分, 84分 | 競技場: セント・メリーズ・スタジアム 観客数: 31,288人 主審: ケビン・フレンド |  |

| 2017年1月29日 | ミルウォール (3) | 1 - 0    | ワトフォード (1) | ロンドン                                                        |  |
| 12:00         | モリソン 85分    | レポート |                  | 競技場: ザ・デン 観客数: 9,772人 主審: マーティン・アトキンソン |  |

| 2017年1月29日 | フラム (2)                                                        | 4 - 1    | ハル・シティ (1)  | ロンドン                                                               |  |
| 12:30         | アルコ 17分 · マーティン 54分 · セセニョン 66分 · ヨハンセン 78分 | レポート | エヴァンドロ 49分 | 競技場: クレイヴン・コテージ 観客数: 15,143人 主審: ポール・ティアニー |  |

| 2017年1月29日 | サットン・ユナイテッド (5) | 1 - 0    | リーズ・ユナイテッド (2) | ロンドン                                                                            |  |
| 14:00         | コリンズ 53分 (pen.)       | レポート |                          | 競技場: ガンダー・グリーン・レーン 観客数: 4,997人 主審: スチュアート・アットウェル |  |

| 2017年1月29日 | マンチェスター・ユナイテッド (1)                                                        | 4 - 0    | ウィガン・アスレティック (2) | マンチェスター                                                                 |  |
| 16:00         | フェライニ 44分 · スモーリング 57分 · ムヒタリアン 74分 · シュヴァインシュタイガー 81分 | レポート |                              | 競技場: オールド・トラッフォード 観客数: 75,229人 主審: ニール・スワーブリック |  |

### 再試合
| 2017年2月8日 | レスター・シティ (1)                       | 3 - 1 (延長) | ダービー・カウンティ (2) | レスター                                                                     |  |
| 19:45        | キング 46分 · ディディ 94分 · グレイ 114分 | レポート     | カマラ 61分              | 競技場: キング・パワー・スタジアム 観客数: 31,648人 主審: マイク・ジョーンズ |  |

## 5回戦
組み合わせ抽選会は、2017年1月30日に行われた。
| 2017年2月18日 | バーンリー (1) | 0 - 1    | リンカーン・シティ (5) | バーンリー                                                       |  |
| 12:30         |                | レポート | ラゲット 89分          | 競技場: ターフ・ムーア 観客数: 19,185人 主審: グラハム・スコット |  |

| 2017年2月18日 | ミドルズブラ (1)                                                   | 3 - 2    | オックスフォード・ユナイテッド (3)  | ミドルズブラ                                                                 |  |
| 15:00         | レッドビター 26分 (pen.) · ジェストゥード 34分 · ストゥアーニ 86分 | レポート | マグワイア 64分 · マルティネス 65分 | 競技場: リヴァーサイド・スタジアム 観客数: 28,198人 主審: アンドレ・マリナー |  |

| 2017年2月18日 | ハダースフィールド・タウン (2) | 0 - 0 (再試合) | マンチェスター・シティ (1) | ハダースフィールド                                                               |  |
| 15:00         |                                | レポート       |                            | 競技場: ジョン・スミスズ・スタジアム 観客数: 24,129人 主審: アンソニー・テイラー |  |

| 2017年2月18日 | ミルウォール (3) | 1 - 0    | レスター・シティ (1) | ロンドン                                                   |  |
| 15:00         | カミングス 90分  | レポート |                      | 競技場: ザ・デン 観客数: 18,012人 主審: クレイグ・ポーソン |  |

| 2017年2月18日 | ウルヴァーハンプトン・ワンダラーズ (2) | 0 - 2    | チェルシー (1)            | ウルヴァーハンプトン                                                   |  |
| 17:30         |                                        | レポート | ペドロ 65分 · コスタ 89分 | 競技場: モリニュー・スタジアム 観客数: 30,193人 主審: ジョナサン・モス |  |

| 2017年2月19日 | フラム (2) | 0 - 3    | トッテナム・ホットスパー (1) | ロンドン                                                             |  |
| 14:00         |            | レポート | ケイン 16分, 51分, 73分      | 競技場: クレイヴン・コテージ 観客数: 22,557人 主審: ボビー・マドリー |  |

| 2017年2月19日 | ブラックバーン・ローヴァーズ (2) | 1 - 2    | マンチェスター・ユナイテッド (1)              | ブラックバーン                                                             |  |
| 16:15         | グレアム 17分                    | レポート | ラッシュフォード 27分 · イブラヒモビッチ 75分 | 競技場: イーウッド・パーク 観客数: 23,130人 主審: マーティン・アトキンソン |  |

| 2017年2月20日 | サットン・ユナイテッド (5) | 0 - 2    | アーセナル (1)                    | ロンドン                                                                    |  |
| 20:45         |                            | レポート | ルーカス 26分 · ウォルコット 55分 | 競技場: ガンダー・グリーン・レーン 観客数: 5,013人 主審: マイケル・オリバー |  |

### 再試合
| 2017年3月1日 | マンチェスター・シティ (1)                                                   | 5 - 1    | ハダースフィールド・タウン (2) | マンチェスター                                                           |  |
| 19:45        | サネ 30分 · アグエロ 35分 (pen.), 73分 · サバレタ 38分 · イヘアナチョ 90+1分 | レポート | バン 7分                       | 競技場: エティハド・スタジアム 観客数: 42,425人 主審: ポール・ティアニー |  |

## 準々決勝
組み合わせ抽選会は、2017年2月19日に行われた。なお、今大会から準々決勝での再試合の施行が廃止されることになった。
| 2017年3月11日 | ミドルズブラ (1) | 0 - 2    | マンチェスター・シティ (1) | ミドルズブラ                                                               |  |
| 12:15         |                  | レポート | シルバ 3分 · アグエロ 67分 | 競技場: リヴァーサイド・スタジアム 観客数: 32,228人 主審: マイク・ディーン |  |

| 2017年3月11日 | アーセナル (1)                                                                                       | 5 - 0    | リンカーン・シティ (5) | ロンドン                                                                   |  |
| 17:30         | ウォルコット 45+1分 · ジルー 53分 · ウォーターフォール 58分 (o.g.) · サンチェス 72分 · ラムジー 75分 | レポート |                        | 競技場: エミレーツ・スタジアム 観客数: 59,454人 主審: アンソニー・テイラー |  |

| 2017年3月12日 | トッテナム・ホットスパー (1)                                                    | 6 - 0    | ミルウォール (3) | ロンドン                                                                         |  |
| 14:00         | エリクセン 31分 · ソン・フンミン 41分, 54分, 90+2分 · アリ 72分 · ヤンセン 79分 | レポート |                  | 競技場: ホワイト・ハート・レーン 観客数: 31,137人 主審: マーティン・アトキンソン |  |

| 2017年3月13日 | チェルシー (1) | 1 - 0    | マンチェスター・ユナイテッド (1) | ロンドン                                                                   |  |
| 19:45         | カンテ 51分    | レポート |                                  | 競技場: スタンフォード・ブリッジ 観客数: 40,801人 主審: マイケル・オリバー |  |

## 準決勝
組み合わせ抽選会は、2017年3月13日に行われた。
| 2017年4月22日 17:15 |

| チェルシー (1)                                                | 4 - 2    | トッテナム・ホットスパー (1) |
| ウィリアン 5分, 43分 (pen.) · アザール 75分 · マティッチ 80分 | レポート | ケイン 18分 · アリ 52分      |

| ウェンブリー・スタジアム, ロンドン 観客数: 86,355人 主審: マーティン・アトキンソン |

| 2017年4月23日 15:00 |

| アーセナル (1)                     | 2 - 1 (延長) | マンチェスター・シティ (1) |
| モンレアル 71分 · サンチェス 101分 | レポート     | アグエロ 62分              |

| ウェンブリー・スタジアム, ロンドン 観客数: 85,725人 主審: クレイグ・ポーソン |

## 決勝
| 2017年5月27日 17:30 |

| アーセナル (1)                 | 2 - 1    | チェルシー (1) |
| サンチェス 4分 · ラムジー 79分 | レポート | コスタ 76分    |

| ウェンブリー・スタジアム, ロンドン 観客数: 89,472人 主審: アンソニー・テイラー |

| アーセナル | チェルシー |

| GK                 | 13 | ダビド・オスピナ                         |      |        |
| CB                 | 16 | ロブ・ホールディング                     | 53分 |        |
| CB                 | 4  | ペア・メルテザッカー                     |      |        |
| CB                 | 18 | ナチョ・モンレアル                       |      |        |
| RM                 | 24 | エクトル・ベジェリン                     |      |        |
| CM                 | 8  | アーロン・ラムジー                       | 9分  |        |
| CM                 | 29 | グラニト・ジャカ                         | 81分 |        |
| LM                 | 15 | アレックス・オックスレイド＝チェンバレン |      | 82分   |
| RW                 | 7  | アレクシス・サンチェス                   |      | 90+3分 |
| CF                 | 23 | ダニー・ウェルベック                     |      | 78分   |
| LW                 | 11 | メスト・エジル                           |      |        |
| サブメンバー       |    |                                          |      |        |
| GK                 | 33 | ペトル・チェフ                           |      |        |
| MF                 | 34 | フランシス・コクラン                     | 83分 | 82分   |
| MF                 | 35 | モハメド・エルネニー                     |      | 90+3分 |
| FW                 | 9  | ルーカス・ペレス                         |      |        |
| FW                 | 12 | オリヴィエ・ジルー                       |      | 78分   |
| FW                 | 14 | セオ・ウォルコット                       |      |        |
| FW                 | 17 | アレックス・イウォビ                     |      |        |
| 監督               |    |                                          |      |        |
| アーセン・ベンゲル |    |                                          |      |        |

| GK                 | 13 | ティボ・クルトゥワ     |           |      |
| CB                 | 28 | セサル・アスピリクエタ |           |      |
| CB                 | 30 | ダヴィド・ルイス       |           |      |
| CB                 | 24 | ガリー・ケーヒル       |           |      |
| RM                 | 15 | ビクター・モーゼス     | 57分 68分 |      |
| CM                 | 7  | エンゴロ・カンテ       | 59分      |      |
| CM                 | 21 | ネマニャ・マティッチ   |           | 61分 |
| LM                 | 3  | マルコス・アロンソ     |           |      |
| RW                 | 11 | ペドロ・ロドリゲス     |           | 72分 |
| CF                 | 19 | ディエゴ・コスタ       |           | 88分 |
| LW                 | 10 | エデン・アザール       |           |      |
| サブメンバー       |    |                        |           |      |
| GK                 | 1  | アスミル・ベゴヴィッチ |           |      |
| DF                 | 5  | クル・ズマ             |           |      |
| DF                 | 6  | ナタン・アケ           |           |      |
| DF                 | 26 | ジョン・テリー         |           |      |
| MF                 | 4  | セスク・ファブレガス   |           | 61分 |
| MF                 | 22 | ウィリアン             |           | 72分 |
| FW                 | 23 | ミシー・バチュアイ     |           | 88分 |
| 監督               |    |                        |           |      |
| アントニオ・コンテ |    |                        |           |      |

決勝のカードは、14-15シーズン以来の決勝進出で、プレミアリーグでは5位に終わり、チャンピオンズリーグの出場権を獲得出来なかったアーセナルFCと、11-12シーズン以来の決勝進出で、プレミアでは2年ぶりの優勝を果たして、2冠を目指すチェルシーFC。どちらも決勝の会場ロンドンをホームタウンとするチームで、FAカップの決勝がビックロンドンダービーなのは、01-02シーズン以来である。試合は4分A･サンチェスのゴール前の密集を抜けて、キーパーと一対一、サンチェスが、アウトサイドで流し込んだと思いきや、オフサイドという判定に。しかし、数分間のレフェリー同士の協議により、ゴールが認められ、アーセナルが先制する。1-0のハーフタイムを迎える。そして68分、既に一枚イエローカードをもらっているモーゼスが、ペナルティエリア右でカットインしようとしたところ、アーセナルMFチェンバレンに､倒されたというシミュレーションを行ったため、もう一枚イエローカードをもらってしまい退場となってしまう。これでチェルシーは一人減り、数的不利となってしまった。しかし76分、コスタが、振り向きざまのボレーシュートを決め、チェルシーが1-1の同点に追い付く。しかし3分後、カウンターからジルーのクロスに、ゴール前でラムジーが頭で押し込み、2-1とアーセナルが勝ち越しする。そして直後、これまたカウンターからエジルが独走ドリブル、そしてゴールエリア右から右足のシュートと思わせて切り返して左足のシュート。チェルシーDFアスピリクエタが必死に戻って、スライディングでシュートブロックしようとするが、シュートはニアサイドへ。しかしボールはポストに直撃。チェルシーは命拾いをした。しかし、そのスコアのままホイッスル。アーセナルが14-15シーズン以来最多の13回目の優勝を果たした。
| FAカップ 2016-2017 優勝      |
| ---------------------------- |
| アーセナルFC 2大会ぶり13回目 |